# Barbara Sher
Barbara Sher (Detroit, 1935. augusztus 14. – Pomona, 2020. május 10.  ) előadó, karrier- és lifecoach és írónő volt. Könyveiből több millió példány kelt el, és számos nyelvre lefordították őket. Feltűnt az Oprah- ban, a The Today Show-ban, a 60 Minutes-ban, a CNN-ben és a Good Morning America-ban, és televíziós műsorokban való szerepléseit rendszeresen sugározták az Egyesült Államokban. Sher előadásokat tartott egyetemeken, Fortune 100 cégeknél és szakmai konferenciákon szerte a világon. 
1976-ban elindította a Sikercsapatokat ("Success Teams"),  amelyek lényege, hogy képzett vezetők körülbelül 5-6 fős csoportokat toboroznak és végigvezetik őket a 8 hetes programon, melynek címe: "Hogyan érd el, amit igazán akarsz, még akkor és, ha nincsenek céljaid, nincs jellemed, és gyakran rossz hangulatban vagy". ("How to get what you really want, even if you have no goals, no character and you're often in a lousy mood.") A tagok kölcsönösen támogatják és bátorítják egymást, ötletelnek az akadályok leküzdésére, hasznos kapcsolatokat építenek és biztosítják egymás számára a számonkérhetőséget az előrehaladás érdekében - így azonosítva és valósítva meg álmaikat.  

## Egyéb projektek
Barbara vezetett egy egyéves programot írók és előadók számára "Hogyan írd meg a saját sikertörténeted" címmel ("How To Write Your Own Success Story").  Könyveinek, programjainak és hanganyagainak több weboldalt is szentelt. Élete utolsó éveinek tavaszán és őszén második otthonában élt egy kis közép-törökországi faluban, ahol online kereskedelmet tanított helyi takácsoknak.  2015 októberében előadást tartott a prágai TEDx konferencián, "Az elszigeteltség az álmok gyilkosa, nem a hozzáállásod" címmel ("Isolation is the dream-killer, not your approach"). 

## Bibliográfia
- Wishcraft: How To Get What You Really Want, 1978 Viking Press, 1984 Ballantine ISBN 978-0-670-77608-5
- Teamworks: Building Support Groups That Guarantee Success!, Warner Books, 1989 ISBN 978-0-446-51461-3
- I Could Do Anything If I Only Knew What It Was, 1994 Dell, Delacorte (több mint 700 000-es példányszámban, 8 nyelvre lefordítva)
- Live the Life You Love In 10 Easy Step By Step Lessons, 1996, Dell Delacorte (a "Legjobb Motivációs Könyv" díj nyertese a Books For A Better Life pályázaton, 1996-ban)
- It's Only Too Late If You Don't Start Now: How to Create Your Second Life at Any Age 1999, Dell Delacorte ISBN 978-0-385-31505-0
- Barbara Sher's Idea Book: How to Do What You Love Without Starving to Death, 2004, Genius Press Unlimited ISBN 978-0-9728952-0-0
- Refuse to Choose!: A Revolutionary Program for Doing Everything That You Love, 2006 Rodale ISBN 978-1-59486-303-5

## Külső linkek
- Hivatalos honlapján
- Sher TEDxPrague Talk
- Sher könyvei, műsorai és hanganyagai
- Az Ortahisar Kilim e-kereskedelmi iskolája